# روتناکر
روتناکر (به آلمانی: Rottenacker) یک شهر در آلمان است که در الب-دانو-کریس واقع شده‌است. روتناکر ۲٬۱۹۲ نفر جمعیت دارد.